# 간 큰 남자
《간 큰 남자》는 KBS 2TV에서 1995년 9월 7일부터 1996년 2월 29일까지 방영되었던 시트콤이다.
한편, 이 작품은 당초 단막극으로 기획됐으나 제목이 좋은 동시에 짙은 사회성을 가지고 있다는 이유 때문인지 목~금요일 시트콤으로 바뀌었으며 1995년 11월 9일부터 목요일 1회로 축소됐다.
아울러, 새정치국민회의에 입당한 임현식을 출연시켜 비판을 받았으며 시트콤에 필수적인 감칠맛 나는 대사와 상황설정의 부족으로 고전을 면치 못했다.
그 결과 95년 최악의 드라마 4위, 96년 최악의 드라마 부문 3위에 선정되는 불명예를 안았다.

## 기획 의도
서울 변두리 동사무소를 배경으로 평범하지만 밝게 살아가는 한 가족과 주변 인물들의 삶을 통해 흔들리는 가장의 위상, 날로 변해가는 의식이나 생활양식 등을 코믹하게 구성, 진정한 가정의 의미와 중요성을 일깨운다.

## 제작진
- 극본 : 최민수, 김경미, 황순영, 이명화
- 연출 : 이재영, 곽기원

## 출연진
- 백일섭
- 박원숙
- 김용건
- 이미지
- 권기선
- 임현식
- 오욱철
- 이미경
- 이근희
- 박윤희
- 정혜정
- 이형철
- 이은영
- 이세창

## 에피소드 목록

### 1995년
- 1회, 9월 7일 아내의 허락없이 손님을 초대하는 남자
- 2회, 9월 8일 아내에게 외롭다고 말하는 남자
- 3회, 9월 14일 여자의 과거를 꼬치꼬치 묻는 남자
- 4회, 9월 15일 해장국 얻어 먹으려고 반향하는 남자
- 5회, 9월 21일 간 큰 남자 안되려고 장가 안가는 남자
- 6회, 9월 22일 장모에게 씨암탉 잡아달라는 남자
- 7회, 9월 29일 주인의 허락없이 딴 여자에게 눈 들리는 남자
- 8회, 10월 5일 능력도 없으면선 애 하나 더 낳자는 남자
- 9회, 10월 6일 아내에게 무식하다고 말하는 남자
- 10회, 10월 12일 쓸데없이 전업하겠다고 설치는 남자
- 11회, 10월 13일 아내의 허락없이 등 돌리고 자는 남자
- 12회, 10월 19일 유부남이면서 결혼반지 안끼는 남자
- 13회, 10월 26일 개구리 올챙이적 생각 못하는 남자
- 14회, 10월 27일 아내의 기일을 잊어버리는 남자
- 15회, 11월 2일 아내의 혼수품을 못 알아보는 남자
- 16회, 11월 3일 겁없이 비자금 챙기는 남자
- 17회, 11월 9일 통큰 여자 쫀쫀한 남자
- 18회, 11월 16일 사춘기를 아세요
- 19회, 11월 23일 공주가 되고 싶은 여자
- 20회, 11월 30일 아내에게 바치는 노래
- 21회, 12월 7일 어머니 앞에서 마누라 펀드는 남자
- 22회, 12월 14일 이모의 방
- 23회, 12월 21일 부츠 신은 여자
- 24회, 12월 28일 술 권하는 연말

## 참고 사항
- 공동 연출자 이재영 PD가 그 이후 차기작으로 선택한 KBS 2TV 테마 드라마 4화 <나는 비밀을 안다>와 경쟁했던 SBS 이웃집 여자 출연진 중의 한 명인 유호정은 1화 <강아지와 육법전서> 작가 손영목씨가 그 이후 차기작으로 선택한 KBS 2TV 그대 나를 부를 때 여주인공으로 낙점되었으나[7] 개인사정으로 고사했으며 당시 유호정 자리에는 김지수가 대타로 들어갔고 임현식이 그대 나를 부를 때 캐스팅 물망[8]에 한때 거론됐으며 오욱철은 이 작품에서 왕대 역을 맡았다.
- 공동 연출자 이재영 PD가 그 이후 차기작으로 선택한 KBS 2TV 반쪽이네에서 황국장 역을 맡았던 개그맨 임하룡은 자사 월화 미니시리즈 천사의 키스로 정통 드라마 데뷔를 했는데 이 작품에서 악마 역으로 나온[9] 조민기는 임현식과 함께 MBC 반달곰 내 사랑에서 공연했으며 개그맨 김국진이 이 작품의 주인공이었다.